# Bardello con Malgesso e Bregano
Bardello con Malgesso e Bregano är en kommun i provinsen Varese i regionen Lombardiet i Italien. Kommunen hade 3 617 invånare (2023).
Kommunen Bardello con Malgesso e Bregano bildades den 1 januari 2023 genom en sammanslagning av de tidigare kommunerna  Bardello, Malgesso och Bregano.